# Francisco Hernández de Córdoba (zakladatel Nikaraguy)
Francisco Hernández de Córdoba (?–1526) byl španělský dobyvatel ve službách Pedra Ariase Dávily, který ho roku 1523 vyslal na tichomořské pobřeží dnešní Nikaraguy. Roku 1524 založil dvě významná města Granada a León. Později Hernández de Córdoba bojoval proti Cristóbalovi de Olid s podporou Hernána Cortése, což Pedra Ariase Dávilu vedlo k podezření, že Hernández de Córdoba ho zradil. Ztrativ i podporu Hernáno Cortése, Pedro Arias Dávila ho dal zajmout a popravit.
Současná měna státu, nikaragujská córdoba, nese název právě po tomto conquistadorovi.